# Krüdersheide
Krüdersheide ist ein Ortsteil von Langenfeld. Ein kleinerer Bereich gehört politisch zu Solingen.

## Lage
Der Ort liegt am nordöstlichen Rand von Wiescheid, in Langenfeld (Rheinland), direkt an der Stadtgrenze zu Solingen und östlich der A3. Dabei trennt die Stadtgrenze Langenfeld-Solingen die Oberste Krüdersheide so, dass vier Wohnhäuser mit ihren Nebengebäuden auf Solinger Stadtgebiet liegen, eine Folge der napoleonischen Gemeindeneugliederung. Angrenzend an den Ort befindet sich das Solinger Naturschutzgebiet Krüdersheide und Götsche.

## Etymologie
Die etymologische Bedeutung des Ortsnamens Krüdersheide ist nicht abschließend geklärt. Vieles spricht jedoch dafür, dass das Wort Krüder Kräuter bedeuten könnte. Der Krüder ist ein Spezereihändler, Apotheker, Kräutersammler.

## Geschichte
Die erste schriftliche Erwähnung des Ortes war im Jahre 1488 als Krudersbergh. Erst 1816 wird die Krüdersheide als Bauerschaft bezeichnet, die 50 Einwohner hat. Die Volkszählung des Kreises Solingen vom 1. Dezember 1875 unter Bürgermeisteramt Richrath ergab für den Wohnplatz Krüdersheide 15 Wohnhäuser bewohnbar, 4 Wohnhäuser unbewohnbar und 16 Haushaltungen.
Im Urkataster der Gemeinde Wiescheid, Flur VIII Kreudersheide, von 1829 ist vermutlich erstmals differenziert worden; in die „Oberste Kreudersheide“, die „Mittelste Kreudersheide“ und die „Unterste Kreudersheide“. Dabei handelt es sich um drei Hofschaften, welche etwa ein rechtwinkliges Dreieck bilden, mit Abständen in Luftlinie von ca. 300 m (Mittelste – zu Unterste Krüdersheide) und ca. 500 m (Oberste – zu Unterste Krüdersheide). Zwischen 1910 und 1912 ließ der Solinger Kaufmann Eugen Berg auf der Solinger Seite der Krüdersheide ein neobarockes Herrenhaus errichten, den sogenannten Waldhof Hackhausen. Sowohl das Herrenhaus als auch das zugehörige Kutscherhaus sind eingetragene Baudenkmäler der Stadt Solingen.

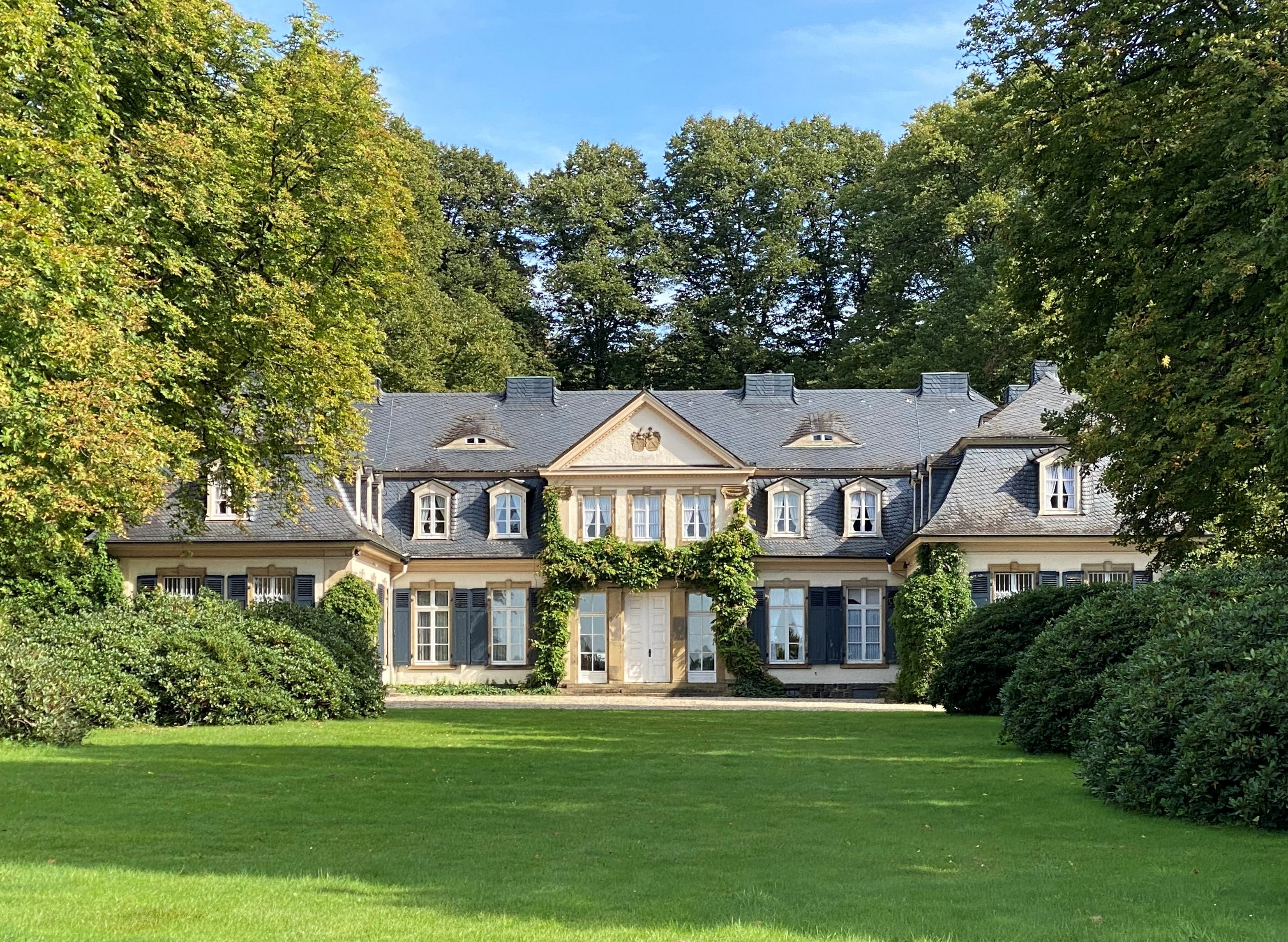
Waldhof Hackhausen
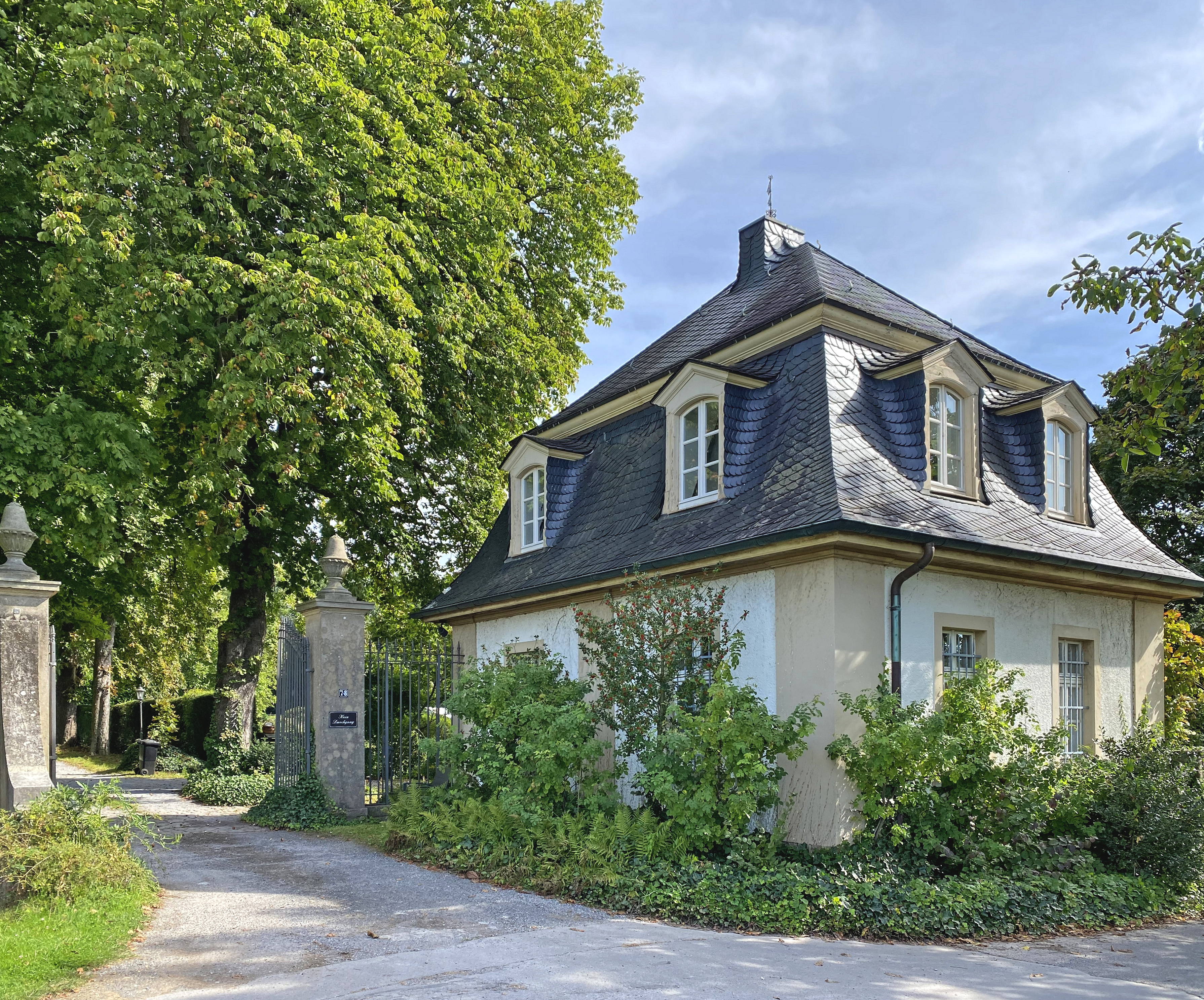
Waldhof Hackhausen - Kutscherhaus
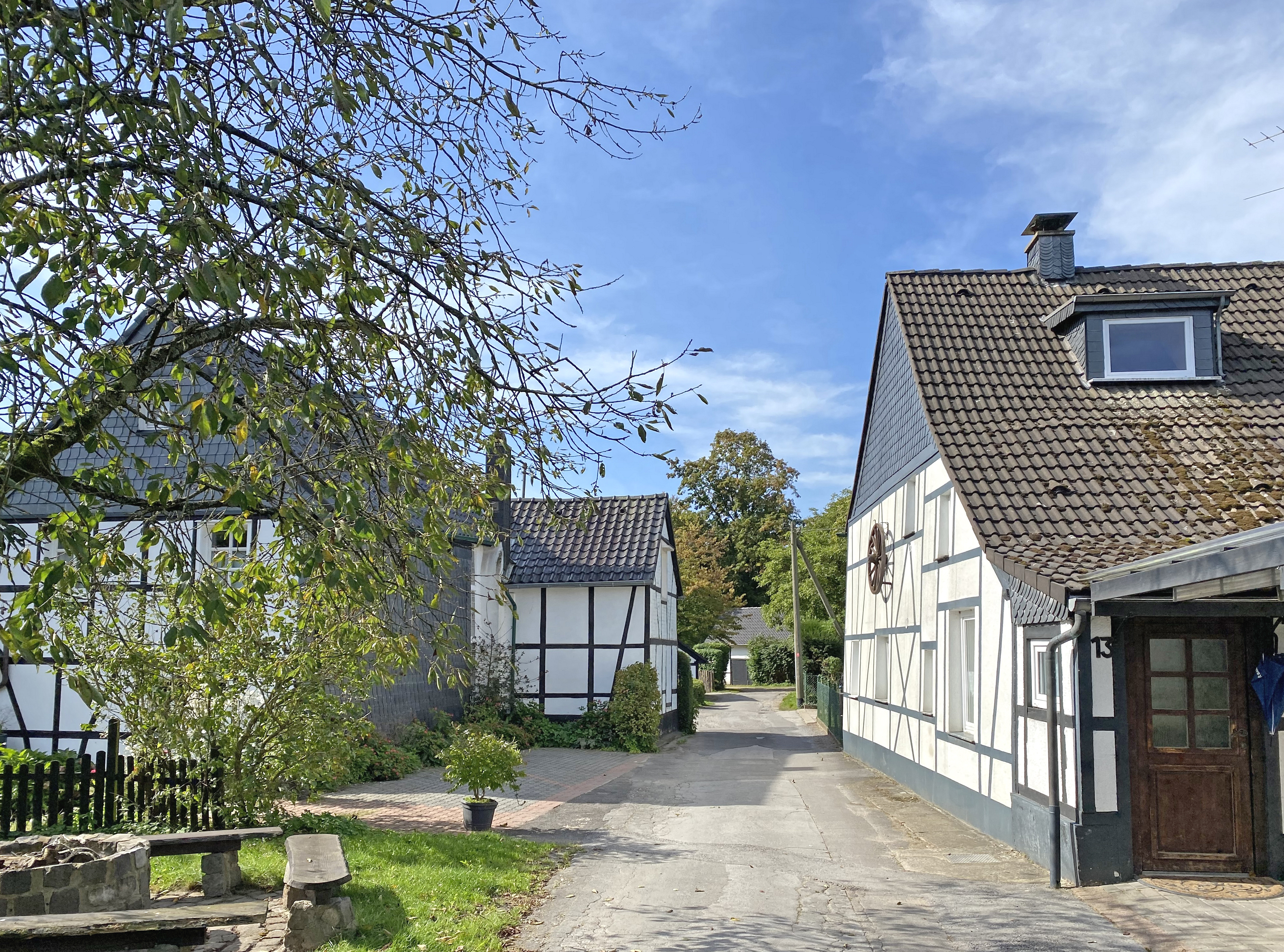
Krüdersheide 11 und 13
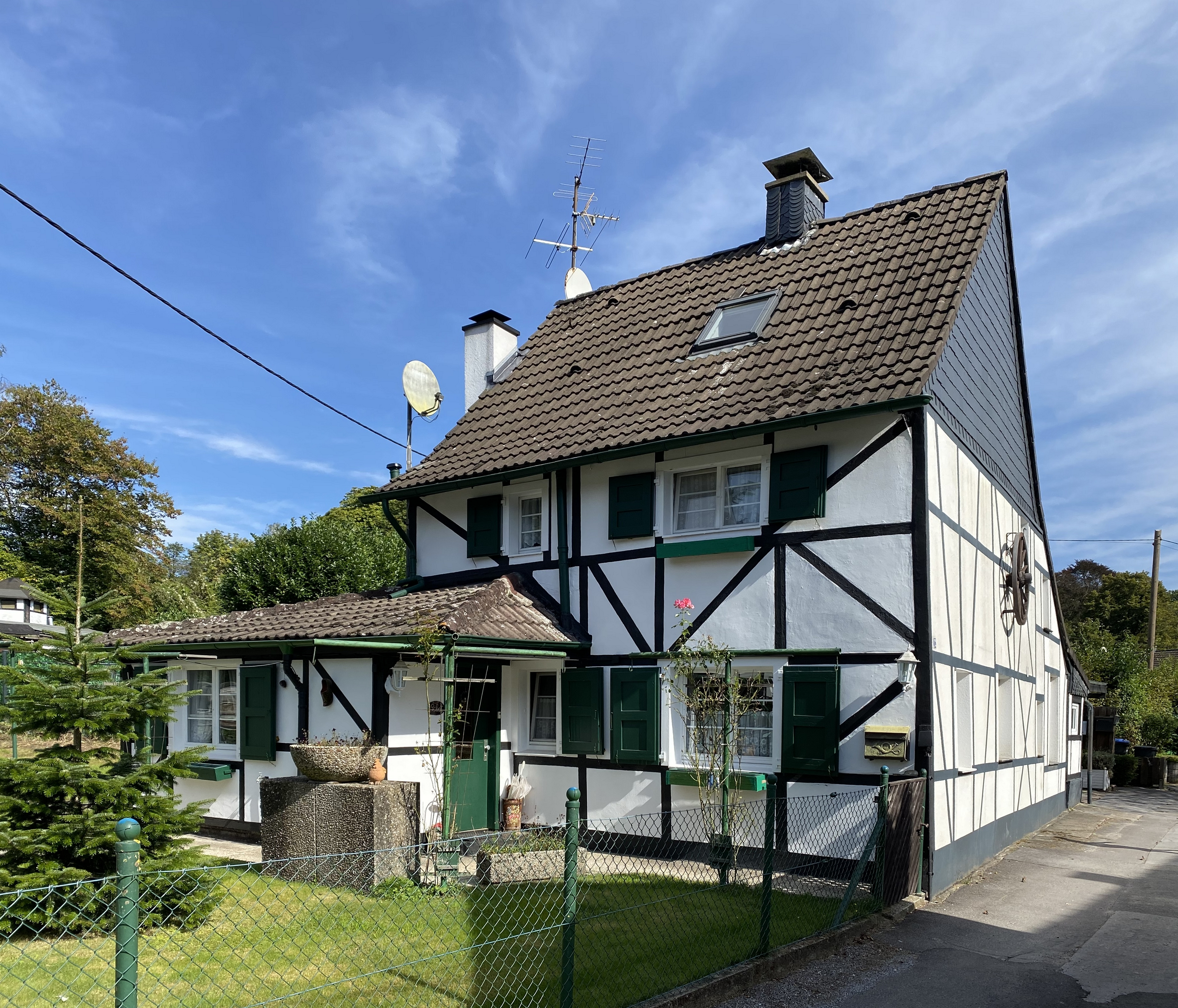
Krüdersheide 12/13
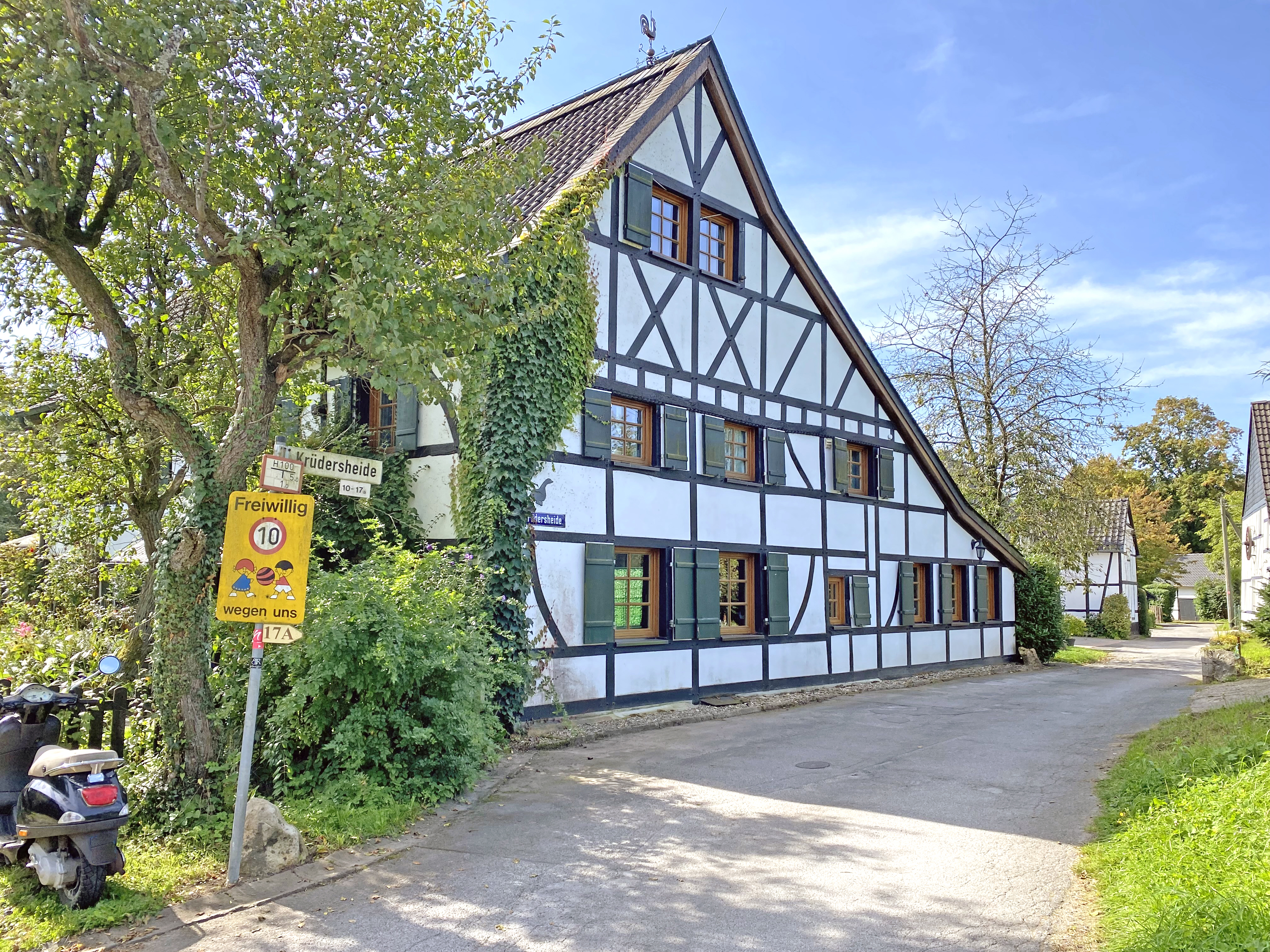
Krüdersheide 14

## Bildung
Alle schulpflichtigen Kinder der Krüdersheide, auch die von der Solinger Seite, gingen seit jeher in die Wiescheider katholische und evangelische Schule, später in die Grundschule Parkstraße. Erst seit 2008 können Eltern frei entscheiden, in welcher Grundschule sie ihre Kinder anmelden.